# Alloharpina conjungens
Alloharpina conjungens is een vlinder uit de familie van de spanners (Geometridae). De soort is voor het eerst wetenschappelijk beschreven door Sergej Nikolajevitsj Alferaki in een publicatie uit 1892.